# Kampershoekkapel
De Kampershoekkapel is een kapel op het bedrijventerrein Kampershoek in de Nederlandse gemeente Weert. De kapel staat aan de Edisonlaan waar de Franklinstraat hierop uitkomt. 
De kapel is gewijd aan het kruis.

## Geschiedenis
Vroeger stond er hier een oude kapel in het Rosveld.

## Bouwwerk
De zeer open rode bakstenen kapel is in moderne stijl opgetrokken en wordt gedekt door een koperen tentdak. De zijgevels zijn open en afgesloten met hekwerk. In de frontgevel bevindt zich de toegang die met hekwerk is afgesloten. Links en rechts van de toegang zijn tableaus aangebracht, waarvan de linker Birgitta van Zweden en de rechter Antonius van Weert (een van de Martelaren van Gorcum).
Van binnen is de kapel uitgevoerd in baksteen. Tegen de achterwand is een uit de oude kapel afkomstig groot kruis geplaatst met daarop een corpus.